# 1245 en santé et médecine
| Années de la santé et de la médecine : 1242 - 1243 - 1244 - 1245 - 1246 - 1247 - 1248    |
| Décennies de la santé et de la médecine : 1210 - 1220 - 1230 - 1240 - 1250 - 1260 - 1270 |

Cet article présente les faits marquants de l'année 1245 en santé et médecine.

## Événements

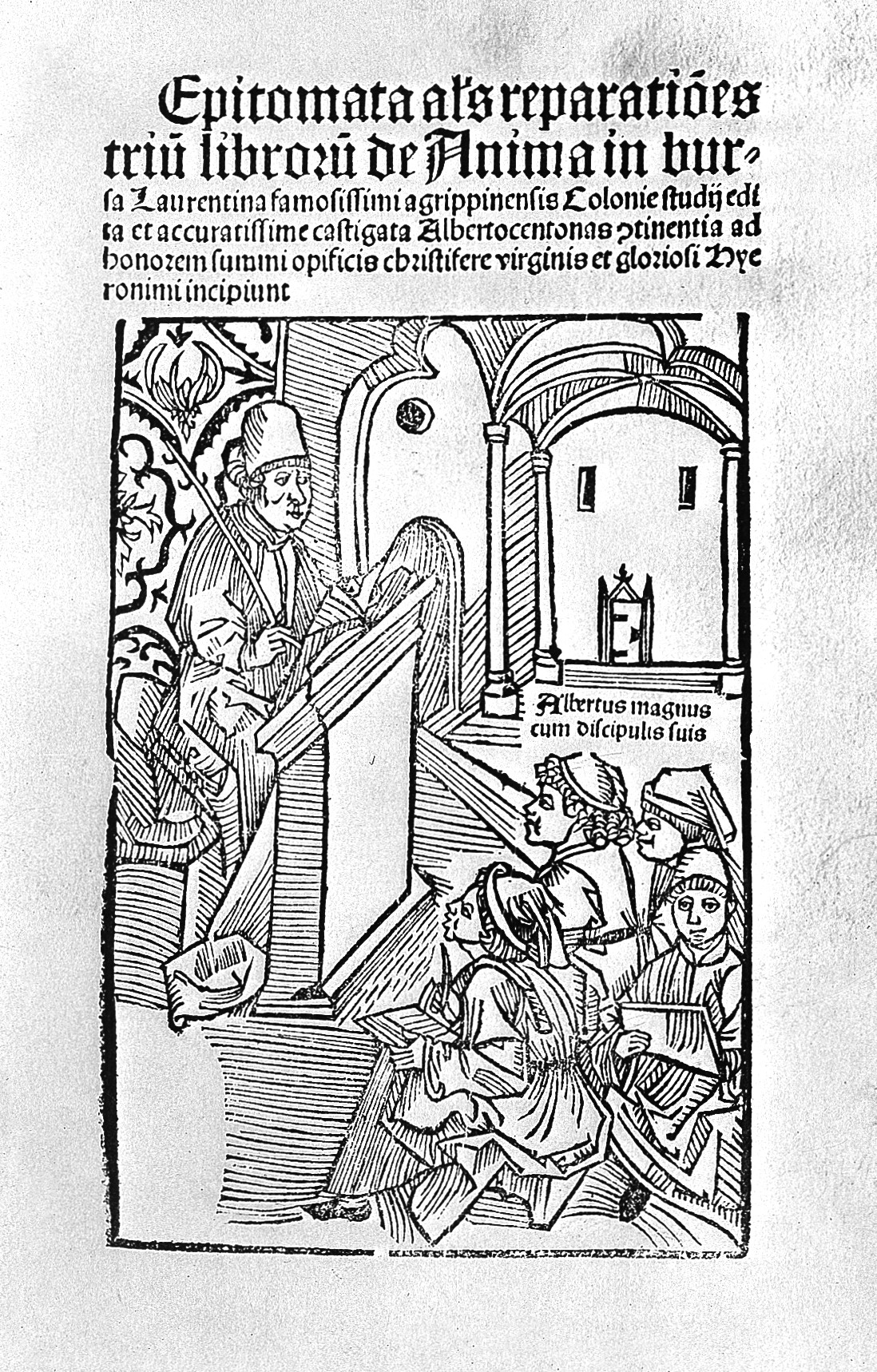
« Albertus Magnus
cum discipulis suis »

- Sous le nom de Terra de loco cinerum (« Lieu des cendres »), première mention du « Jardin des apothicaires », terrain qu'occuperont les bâtiments de la communauté des maîtres apothicaires de 1629 à 1803, puis de l'École de pharmacie jusqu'en 1882[2],[3].
- Le pape Innocent IV autorise le chapitre de la cathédrale Saint-André de Bordeaux à faire construire une maison « pour y soigner les pauvres malades[4] ».
- Le médecin, naturaliste et théologien Albert le Grand est nommé maître régent de théologie à l'université de Paris[5].
- Les frères et sœurs de l'hospice Comtesse adoptent la règle de saint Augustin et se donnent pour mission « de soigner les corps et de soulager les âmes[6] ».
- L'existence d'officines de pharmacien est attestée au Mans, dans le comté du Maine, où « mention est faite de la maison de « maître Jean, apothicaire » (magistri Johannis apothecarii[7]) ».
- Un hôpital, tenu à Poligny, en Franche-Comté, par les frères du Saint-Esprit, est mentionné dans un acte de donation[8].
- Une bulle du pape Innocent IV, tout en confirmant les privilèges de l'hôtel-Dieu de Lyon, « accorde une indulgence plénière à ceux qui visiteraient cet hôpital depuis le dimanche des Rameaux jusqu'au lendemain des fêtes de Pâques[9] ».

## Publication
- 1245 ou 1246 : parution des Vies de médecins de l'historien Ibn Abi Usaybi'a, compilation de plus de quatre cents biographies de savants, rédigée en 1242[10],[11].

## Personnalités
- Fl. Aldemarus, médecin de l'abbaye de Figeac[12], B. de Belim, médecin de l'archevêque de Narbonne[12] et Jean le Begouin, barbier, bienfaiteur du prieuré de Saint-Victeur du Mans[13].
- Fl. Dreux, bourgeois de Bourg-le-Roi dans le comté du Maine, peut-être médecin[12].

## Naissances
- Pierre d'Aspelt (mort en 1320), prêtre et médecin, archevêque de Mayence, fondateur de la chartreuse de l'Archange-Saint-Michel[14].
- Avant 1245 : Martin Durand (mort à une date inconnue), médecin, fondateur d'une chapellenie à Mende, en Gévaudan[15].
- Vers 1245 : Lanfranc de Milan (mort en 1306), médecin et chirurgien italien[16].

## Décès
- 1245 au plus tôt : Gilles de Portugal ou de Santarem (né en 1184), dominicain, prieur provincial d'Espagne, étudia la médecine à Paris, auteur d'une traduction latine de Rhazès et d'au moins un autre ouvrage à caractère médical[15].
- Vers 1245-1247 : Gilbert de Mesviler (né à une date inconnue), chanoine d'Amiens, peut-être médecin[12].